# کارول هی
کارول هی فیلسوف کانادایی و استاد فلسفه در دانشگاه ماساچوست لوول است. هی بیشتر به ا خاطر آثارش در زمینه نظریه فمینیستی و فلسفه اخلاق شناخته شده است .